# Чёрная (река, впадает в Псковское озеро)
Чёрная — река в Псковской области, впадает в Псковское озеро Псковско-Чудского водоёма.

## География и гидрология
Длина — 57 км, площадь водосборного бассейна — 530 км². Река судоходна на менее чем 20 км начиная от отметки к востоку от д. Аксентьево до устья реки при впадении в Псковское озеро.
Исток реки находится на Лужской возвышенности в Струго-Красненском районе в озере Долгое (Кривое, Крюковское). Течёт в западном направлении далее в основном по территории Серёдкинской волости Псковского района, а затем — погранично с Гдовским районом, и вновь по территории только Псковского района, где река уже судоходна.

## Притоки
(указано расстояние от устья)
- 6,3 км: Лочкина (лв)
- 26 км: Волосня (пр)

## Данные водного реестра
По данным государственного водного реестра России относится к Балтийскому бассейновому округу, водохозяйственный участок реки — Водные объекты бассейна оз. Чудско-Псковское без р. Великая. Относится к речному бассейну реки Нарва (российская часть бассейна).
Код объекта в государственном водном реестре — 01030000312102000027534.